# Nir Lavi
Nir Lavi (Gerusalemme, 5 ottobre 1981) è un modello israeliano.

## Biografia
Comincia la propria carriera di modello nel 2004, sfilando per importanti brand dell'alta moda come Jean Paul Gaultier, Giorgio Armani, Dolce e Gabbana e Valentino e molti altri. È inoltre apparso su diverse riviste di moda e in diverse campagne pubblicitarie. Nel 2006 Fashion TV gli ha dedicato uno special. Attualmente fa parte dell'agenzia di moda Why Not Models di Milano.
Il 18 febbraio 2009 affianca Paolo Bonolis alla conduzione della seconda serata del Festival di Sanremo 2009, insieme con Luca Laurenti ed Eleonora Abbagnato.